# لورا غود
لورا غود (بالإنجليزية: Laura Goode)‏ (25 نوفمبر 1983، إدينا في الولايات المتحدة)؛ كاتِبة، شاعرة وروائية أمريكية.